# Георги Стамболиев
Георги Кирязов Стамболиев е български революционер, деец на Вътрешната македоно-одринска революционна организация.

## Биография
Роден е в 1865 година в малкотърновското село Чаглаик, тогава в Османската империя, днес в Турция. Присъединява се към ВМОРО и взима дейно участие в Илинденско-Преображенското въстание в 1903 година. Присъединява се към четата на Лазар Маджаров и Коста Тенишев, и Яни Попов. С четата на Лазар Маджаров се сражава с турците в 1903 година край село Ахматово. Участва и в сраженията при местността Марковец, както и в походите на четата до завръщането в Свободна България.
На 31 март 1943 година, като жител на бургаското село Крушевец, подава молба за народна пенсия, която е одобрена и отпусната от Министерския съвет на Царство България.